# Pallejà
Pallejá – miasto we wschodniej Hiszpanii, w Katalonii, nad Morzem Śródziemnym, w comarce Baix Llobregat. Miejscowość posiada połączenia kolejowe z Barceloną, obsługiwane przez przedsiębiorstwo kolejowe FGC; linie S4, S7 i S8. Znajduje się tu XVII-wieczny zamek Castillo de Pallejá, obecnie pełniący funkcję miejskiego muzeum. Leży na prawym brzegu rzeki Llobregat, przy głównej drodze N-II.